# 西崎
西崎（日语：／ irizaki */?）是位於日本与那國島西端沖繩縣八重山郡与那國町久部良的一處海岬，也是日本地理最西端，為日本四極（含離島、無人島）中唯一一個普通人通過一般交通方式就能到達的場所。长久以来，它被认为作日本最西端；2019年，国土地理院认定トゥイシ才是日本最西端。角西是悬崖。岬角矗立著西埼燈塔，並設有「日本最西端之地」地碑及瞭望臺，天氣良好時可以眺望約110公里遠的臺灣。